# Chorispora tenella
Chorispora tenella es una especie de planta de la familia  Brassicaceae. Es nativa de Eurasia, pero es bien conocida en otras partes del mundo, especialmente en las regiones templadas, como especie introducida y una maleza nociva.

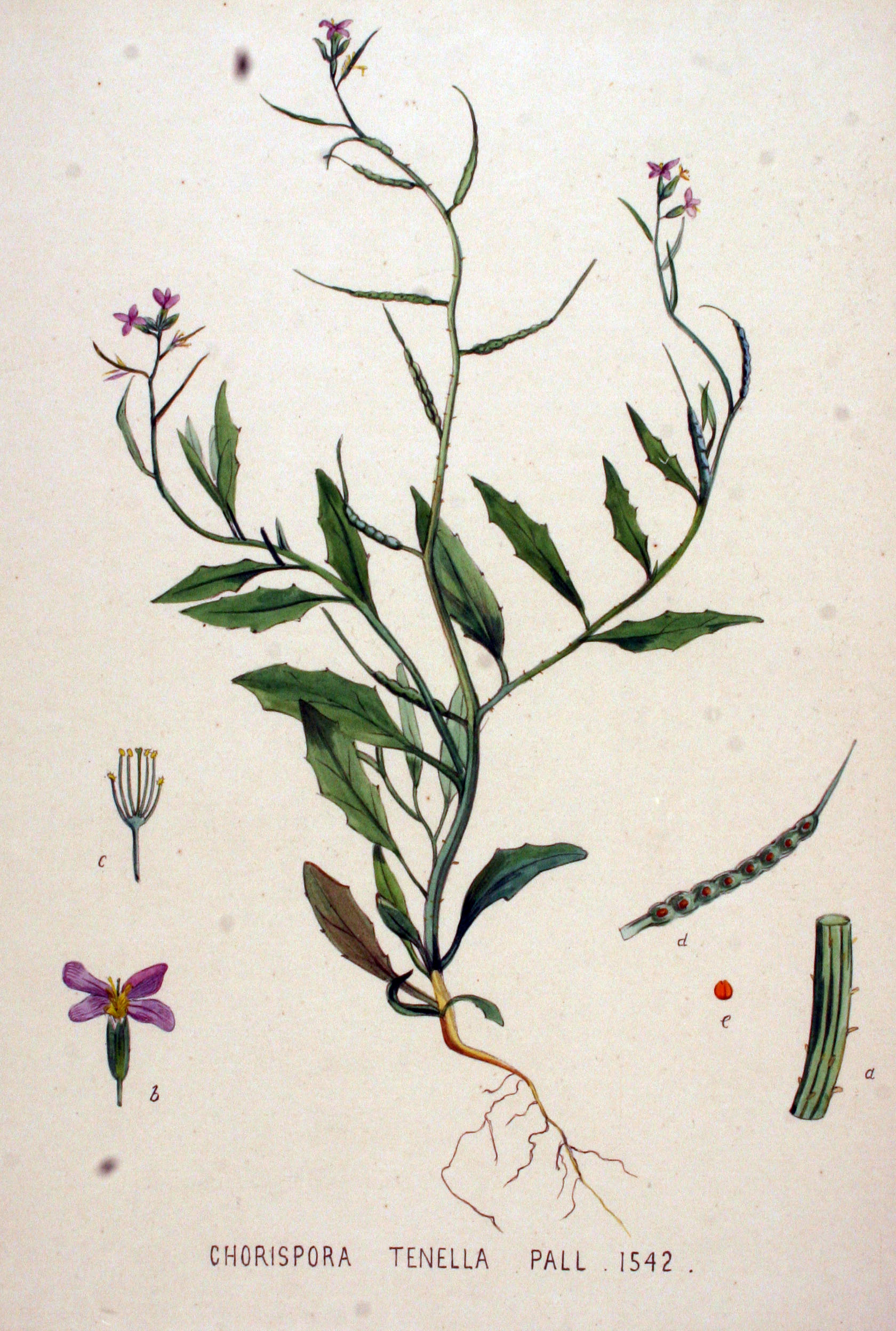
Ilustración

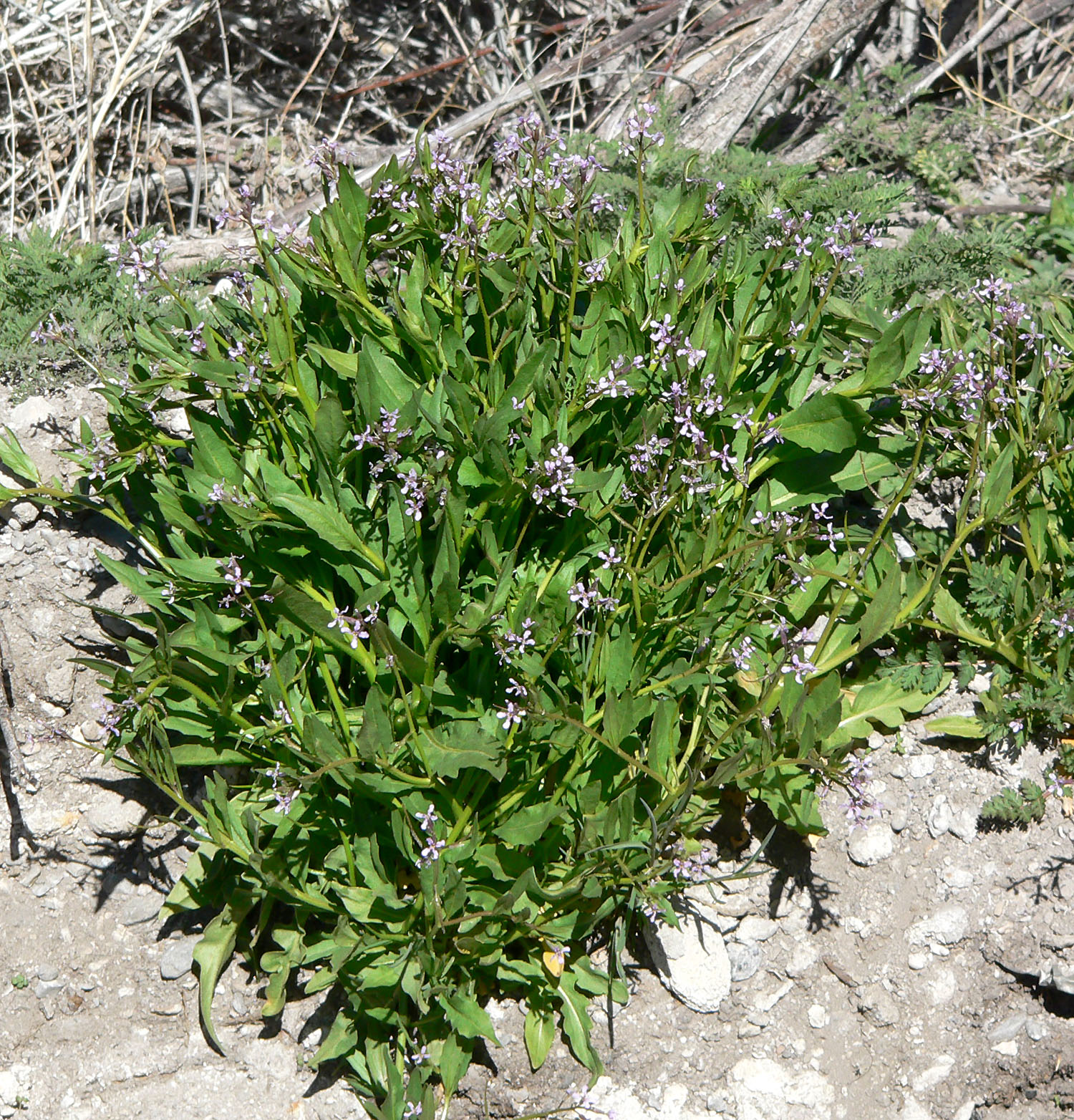
Vista de la planta en su hábitat

## Características
Es una hierba anual que alcanza medio metro de altura y está cubierta de pegajoso follaje. Tiene  cuatro diminutos pétalos de flores que emergen de un tubo holgado de sépalos y producen una corola de un centímetro de ancho. Las flores son de color lavanda con un fuerte olor que se considera generalmente desagradable. Los frutos son  largas cápsulas cilíndricas de alrededor de 4 centímetros de largo que contiene semillas redondas de color marrón rojizo. Se trata de una tenaz maleza que pueden ser problemáticos en la agricultura ya que reduce el rendimiento en grano y en los campos cuando es consumida por el ganado lechero le da a la leche un mal sabor y olor.  Esta planta se reproduce por semillas, por lo que cualquier método de control de la prevención de las plantas de fijación de las semillas es eficaz.

## Taxonomía
Chorispora tenella fue descrita por (Pall.) DC. y publicado en Regni Vegetabilis Systema Naturale 2: 435. 1821.
Sinonimia
- Cheiranthus chius Pall.
- Cheiranthus taraxacifolius Schrank
- Chorispermum arcuatum Andrz. ex DC.
- Chorispermum tenellum R.Br.
- Crucifera tenella (Pall.) E.H.L.Krause
- Hesperis arcuata Nocca
- Hesperis tenella DC.
- Raphanus arcuatus Willd.
- Raphanus monnetii H. Lév.
- Raphanus tataricus Falk
- Raphanus tenellus Pall.
- Sinapis rubella Pall.[2]